# IMac (Apple silicon)
iMac із Apple Silicon, також відомий як iMac M1 — настільний комп'ютер Macintosh, що розроблений, виробляється і продається компанією Apple Inc. 21 травня 2021 року був випущений перший iMac із процесором Apple Silicon, 24-дюймова модель із оновленим дизайном, на базі системи на чипі Apple M1 архітектури ARM.

## Опис
22 червня 2020 року генеральний директор Apple Тім Кук оголосив, що Mac буде переведено з процесорів Intel на процесори власної розробки Apple, які використовують архітектуру ARM64 під брендом Apple Silicon. 20 квітня 2021 року Apple анонсувала 24-дюймовий iMac на базі системи на чипі Apple M1.
iMac з M1 оснащений вбудованим дисплеєм із роздільною здатністю 4480x2520 (4,5K), камерою FaceTime 1080p із покращеним процесором обробки сигналу зображення та системою з трьох направлених мікрофонів студійної якості з високим коефіцієнтом сигнал/шум, а також системою із шести динаміків, включно з низькочастотними із пригніченням резонансу, об'ємним стереозвуком та підтримкою просторового аудіо під час відтворення відео зі звуком у форматі Dolby Atmos. Він також має підтримку Wi-Fi 6, USB4/Thunderbolt 3 і вихід 6K для роботи Pro Display XDR. Підтримка зовнішнього дисплея зменшена до одного дисплея через USB-C/Thunderbolt; до попередньої 21,5-дюймової моделі на базі Intel можна було підключити два дисплея 4K через USB-C/Thunderbolt. Моделі також містять магнітну виделку та зовнішній адаптер живлення, який містить розʼєм підключення Gigabit Ethernet.
iMac з M1 постачається з мишкою Magic Mouse 2 або Magic Trackpad 2 з алюмінієвою нижньою стороною кольору корпусу iMac. До комплекту також входить одна з трьох оновлених клавіатур Magic Keyboard із закругленими кутами: стандартної версії, версії з датчиком Touch ID і версії з розширеною розкладкою з цифровою клавіатурою та Touch ID. Клавіатури Magic Keyboard з Touch ID сумісні з іншими комп'ютерами Mac із Apple Silicon, але постачаються лише з iMac.

### Дизайн
iMac із M1 — це перший iMac із серйозним оновленим дизайном, починаючи з 2012 року, із тоншими рамками, пласкою задньою стороною та сімма варіантами кольорів, тими самими кольорами, що використовувалися в першому офіційному логотипі Apple. Це перший iMac, доступний у кількох кольорах — вперше після виходу iMac G3. Джоні Айв взяв участь у розробці дизнайну iMac із M1.

### Технічні характеристики
| Модель               | 24 дюйми, чип M1, 2021 р. | 24 дюйми, чип M1, 2021 р. |
| -------------------- | --- | --- |
| Анонсовано           | 20 квітня 2021 | 20 квітня 2021 |
| Випущено             | 21 травня 2021 | 21 травня 2021 |
| Припинено            | Виробляється | Виробляється |
| Не підтримується     | Підтримується | Підтримується |
| Артикул              | MGTF3xx/A, MJV83xx/A, MJV93xx/A, MJVA3xx/A                                                                                              | MGPC3xx/A, MGPD3xx/A, MGPF3xx/A, MGPG3xx/A, MGPH3xx/A, MGPJ3xx/A, MGPK3xx/A, MGPL3xx/A, MGPM3xx/A, MGPN3xx/A, MGPP3xx/A, MGPQ3xx/A, MGPR3xx/A, MGPT3xx/A |
| Номер моделі         | A2439 | A2438 |
| Ідентифікатор моделі | iMac21,2 | iMac21,1 |
| EMC №                | 3664 | 3663 |
| Дисплей              | 23,5 дюймів (600 мм) | 23,5 дюймів (600 мм) |
| Дисплей              | 4480×2520 Яскравість 500 кд/м² Розширена колірна гама (P3) Технологія True Tone                                                         | |
| Система на чипі      | Apple M1 | Apple M1 |
| Процесор             | 5 нм, восьмиядерний із частотою 3,2 ГГц ARMv8-A-процесор; 4x ядра продуктивності (Firestorm) + 4x ядра ефективності (Icestorm)          | 5 нм, восьмиядерний із частотою 3,2 ГГц ARMv8-A-процесор; 4x ядра продуктивності (Firestorm) + 4x ядра ефективності (Icestorm)                           |
| Пам'ять              | 8 ГБ Доступна конфігурація із 16 ГБ на момент покупки                                                                                   | 8 ГБ Доступна конфігурація із 16 ГБ на момент покупки |
| Пам'ять              | Уніфікована вбудована пам'ять LPDDR4X-4266                                                                                              | |
| Графіка              | 7-ядерний графічний процесор | 8-ядерний графічний процесор |
| Накопичувач          | 256 ГБ SSD Доступна конфігурація із 512 ГБ, 1 ТБ SSD на момент покупки                                                                  | 256 ГБ, 512 ГБ SSD Доступна конфігурація із 1 ТБ, 2 ТБ SSD на момент покупки                                                                             |
| Підключення          | Вбудований Wi-Fi 6 (802.11a/b/g/n/ac/ax) Bluetooth 5.0 Gigabit Ethernet (вбудований в зовнішній адаптер живлення, збірка на замовлення) | Вбудований Wi-Fi 6 (802.11a/b/g/n/ac/ax) Bluetooth 5.0 Gigabit Ethernet (вбудований в зовнішній адаптер живлення, стандартна конфігурація)               |
| Камера               | Камера FaceTime HD 1080p із процесором обробки сигналу зображення в чипі M1                                                             | Камера FaceTime HD 1080p із процесором обробки сигналу зображення в чипі M1                                                                              |
| Відеовихід           | ПІдтримує один монітор із роздільною здатністю до 6K й частотою 60 Гц                                                                   | ПІдтримує один монітор із роздільною здатністю до 6K й частотою 60 Гц                                                                                    |
| Аудіо                | Стереодинаміки Порт 3,5 мм для навушників                                                                                               | Стереодинаміки Порт 3,5 мм для навушників |
| Периферійні пристрої | 2× розʼєми Thunderbolt 3/USB-C 4.0 до 40 Гбіт/с (відсутня підтримка eGPU)                                                               | 2× розʼєми Thunderbolt 3/USB-C 4.0 до 40 Гбіт/с (відсутня підтримка eGPU) Додатково 2× розʼєми USB-C 3.1 Gen 2 до 10 Гбіт/с                              |
| Кольори              | Синій Зелений Рожевий Сріблястий | Синій Зелений Рожевий Сріблястий Жовтий Помаранчевий Фіолетовий                                                                                          |

## Хронологія моделей iMac
| Хронологія моделей iMac і eMac (відсортовані за розміром екрана) |
| ---------------------------------------------------------------- |
| Див. також: Список моделей Mac                                   |